# Smaragdgrasmücke
Die Smaragdgrasmücke (Myzornis pyrrhoura) oder auch Feuerschwänzchen ist eine Singvogelart aus der Familie der Papageischnäbel (Paradoxornithidae).

## Merkmale

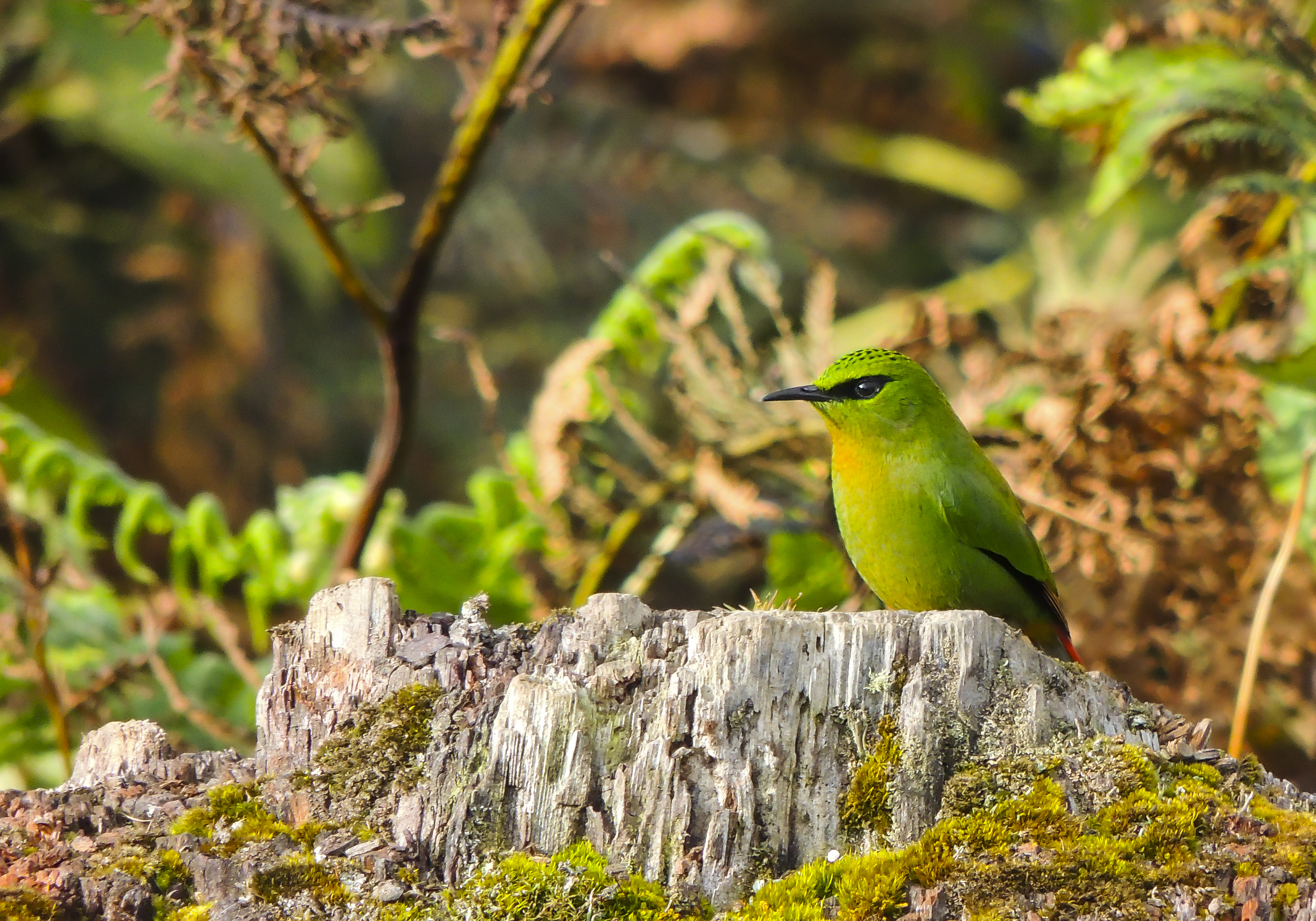
Weibchen im Eaglenest Wildlife Sanctuary, Indien

Das Körpergewicht beträgt durchschnittlich 12 g und die Gesamtlänge 13 cm. Der kurze Schnabel hat eine Länge von 0,8 cm und die Füße eine Länge von 2,3 cm. Die Steuerfedern sind etwa 4,7 cm lang und die Flügel 4,9 cm. Das Gefieder ist am Kopf und Rumpf smaragdgrün und an den Seiten rot. Der Hals ist leicht rotorange gefärbt. Der Kopf ist schwarz gepunktet. Die Zügel sind schwarz und die Steuerfedern schwarz und rot. Die Flügel sind schwarz mit rotem Streifen und weißen Spitzen. Die Weibchen sehen den Männchen recht ähnlich, haben aber einen blasseren Rotstich am Hals.
Der Ruf der Smaragdgrasmücke ist ein hohes tsit-tsit.
Das Genom der Smaragdgrasmücke hat 17.397 Basenpaare.

## Lebensweise
Die Smaragdgrasmücke ernährt sich von Wirbellosen wie Insekten und trinkt Saft von Blüten und Eichen. Die Art ist ein Strichvogel, der im Winter in tieferliegende Gebiete migriert. Sie bewohnt halboffene Wälder und Buschland im Hügel- bis Bergland, oft nahe Rhododendron, Wacholder und Bambusdickicht. Die Generationslänge (Durchschnittsalter der Elterntiere) wird mit 2,2 Jahren angegeben und das Höchstalter mit 7,6 Jahren.
Sie leben einzeln, in Paaren oder auch Gruppen von 6 bis 10 Tieren. Sowohl Männchen als auch Weibchen beteiligen sich am Nestbau, für den Pflanzenmaterial wie Rhododendron und Moos verwendet werden. Das Nest wird an Felswänden in 20 bis 152 cm Höhe gebaut. Das Gelege besteht aus durchschnittlich drei Eiern mit einem Gewicht von jeweils 1,8 g. Bei Beobachtungen im Süden Chinas in 3000 bis 3800 Meter Höhe wurden die Eier zwischen Mitte April und Anfang Juli gelegt. Beide Geschlechter beteiligen sich zu ähnlichen Anteilen am Brüten der Eier und an der Nestpflege. Die Brutdauer beträgt 15 Tage, während der die Eier fast ununterbrochen betreut werden. Die Nestlinge werden nach etwa 20 Tagen flügge.

## Verbreitung und Gefährdungsstatus
Die Smaragdgrasmücke kommt in Bhutan, Süd-China, Indien, Nordost-Myanmar und Nepal zwischen dem 24. und 29. Breitengrad in Höhen von 2000 bis 3950 m vor. Dabei ist die Art in den gemäßigten Klimazonen Bhutans und in Indien häufig, wohingegen sie in Nepal, Myanmar und China eher selten ist. Die IUCN stuft sie aufgrund ihres großen Verbreitungsgebiets als nicht gefährdet ein, mit unbekanntem Populationstrend. Die Art kommt in einigen Schutzgebieten vor, beispielsweise im indischen Singalila-Nationalpark und Eaglenest Wildlife Sanctuary sowie im Langtang-Nationalpark in Nepal.

## Systematik
Die Art wurde 1843 von dem englischen Zoologen Edward Blyth erstbeschrieben. Sie ist die einzige Art der monotypischen Gattung Myzornis. Es werden keine Unterarten unterschieden.